# 東瑞江
東瑞江（ひがしみずえ）は、東京都江戸川区南東部の町名。現行行政地名は東瑞江一丁目から東瑞江三丁目。住居表示実施済み。

## 地理
江戸川区南東部に位置する、北で瑞江二丁目、東で南篠崎町二丁目、南で江戸川一・二・三丁目、西で西瑞江二・三丁目と接する。主に住宅地として利用される。

### 地価
住宅地の地価は、2025年（令和7年）1月1日の公示地価によれば、東瑞江2-4-14の地点で35万5000円/m2となっている。

## 歴史
- 1938年（昭和13年）の町名地番整理で東瑞江二丁目が成立。この時点で一丁目は未成立で、長らく二丁目のみの町名であった。「瑞江」は旧村名の瑞穂と一之江から1字ずつ取った合成地名である。
- 2001年（平成13年）の住居表示により、東瑞江二丁目の一部と下鎌田町、西瑞江二丁目の各一部をもって東瑞江一丁目が成立した（東瑞江二丁目の残部は住居表示未実施）。
- 2014年（平成26年）11月4日の住居表示により、旧西瑞江二丁目南部から東瑞江三丁目が成立。
- 2020年（令和2年）11月2日、東瑞江二丁目の全域で住居表示を実施[6]（町域は変更なし）。

## 世帯数と人口
2025年（令和7年）1月1日現在（江戸川区発表）の世帯数と人口は以下の通りである。
| 丁目         | 世帯数    | 人口    |
| ------------ | --------- | ------- |
| 東瑞江一丁目 | 1,314世帯 | 2,316人 |
| 東瑞江二丁目 | 1,510世帯 | 3,155人 |
| 東瑞江三丁目 | 1,323世帯 | 2,492人 |
| 計           | 4,147世帯 | 7,963人 |

### 人口の変遷
国勢調査による人口の推移。
| 年                 | 人口  |
| ------------------ | ----- |
| 1995年（平成7年）  | 4,460 |
| 2000年（平成12年） | 4,241 |
| 2005年（平成17年） | 6,273 |
| 2010年（平成22年） | 6,228 |
| 2015年（平成27年） | 7,734 |
| 2020年（令和2年）  | 8,048 |

### 世帯数の変遷
国勢調査による世帯数の推移。
| 年                 | 世帯数 |
| ------------------ | ------ |
| 1995年（平成7年）  | 1,688  |
| 2000年（平成12年） | 1,701  |
| 2005年（平成17年） | 2,722  |
| 2010年（平成22年） | 2,781  |
| 2015年（平成27年） | 3,542  |
| 2020年（令和2年）  | 3,941  |

## 学区
区立小・中学校に通う場合、学区は以下の通りとなる(2023年4月時点)。なお、江戸川区では学校選択制度を導入しており、区内全域から選択することが可能。。
| 丁目         | 番地                      | 小学校                   | 中学校                   |
| ------------ | ------------------------- | ------------------------ | ------------------------ |
| 東瑞江一丁目 | 1〜18番 43〜56番          | 江戸川区立下鎌田東小学校 | 江戸川区立瑞江第三中学校 |
| 東瑞江一丁目 | 19〜42番                  | 江戸川区立下鎌田小学校   | 江戸川区立瑞江第三中学校 |
| 東瑞江二丁目 | 4〜14番 18〜24番 28〜34番 | 江戸川区立下鎌田小学校   | 江戸川区立瑞江第二中学校 |
| 東瑞江二丁目 | 1〜3番 15〜17番 25～27番  | 江戸川区立下鎌田東小学校 | 江戸川区立瑞江第三中学校 |
| 東瑞江三丁目 | 全域                      | 江戸川区立下鎌田小学校   | 江戸川区立瑞江第二中学校 |

## 事業所
2021年（令和3年）現在の経済センサス調査による事業所数と従業員数は以下の通りである。
| 丁目         | 事業所数  | 従業員数 |
| ------------ | --------- | -------- |
| 東瑞江一丁目 | 131事業所 | 1,304人  |
| 東瑞江二丁目 | 62事業所  | 334人    |
| 東瑞江三丁目 | 48事業所  | 433人    |
| 計           | 241事業所 | 2,071人  |

### 事業者数の変遷
経済センサスによる事業所数の推移。
| 年                 | 事業者数 |
| ------------------ | -------- |
| 2016年（平成28年） | 234      |
| 2021年（令和3年）  | 241      |

### 従業員数の変遷
経済センサスによる従業員数の推移。
| 年                 | 従業員数 |
| ------------------ | -------- |
| 2016年（平成28年） | 1,904    |
| 2021年（令和3年）  | 2,071    |

## 交通

### 鉄道
町域内に鉄道駅は存在しないが隣接する瑞江に新宿線瑞江駅が置かれ、利用されている。

### バス
- 京成バス
  - 小72系統 : 小岩駅 - 東小岩六丁目 - 江戸川病院 - 上篠崎 - 篠崎駅 - ポニーランド - 王子マテリア - 東部区民館入口 - 今井 - 一之江駅
  - 瑞75系統 : 江戸川スポーツランド - 王子マテリア - 東部区民館入口 - 今井 - 南行徳駅 - ハイタウン塩浜 - 新浦安駅

### 道路
道路
- 鎌田西通り
- 瑞江駅通り
- 篠崎街道

## 施設
- 江戸川区東部事務所
- 江戸川区立瑞江第三中学校
- 江戸川区立下鎌田小学校
- 泉福寺
- 安養寺
- 豊田神社
- 下鎌田不動尊（wikidata）

## その他

### 日本郵便
- 郵便番号 : 132-0014[3]（集配局 : 江戸川郵便局[17]）。